# 阿热勒乡 (于田县)
阿热勒乡，是中华人民共和国新疆维吾尔自治区和田地區于田县下辖的一个乡镇级行政单位。

## 行政区划
阿热勒乡下辖以下地区：
巴什也台巴什村、托万也台巴什村、阿热勒村、喀勒尕其村、夏玛勒巴格村、阿热勒艾日克村、拉依喀村、阿得让村、拜什托格拉克村和也台克孜勒村。